# الانتخابات التشريعية النمساوية 2019
أجريت الانتخابات التشريعية في النمسا في 29 سبتمبر 2019 لانتخاب المجلس الوطني السابع والعشرين. تم المطالبة بهذه الانتخابات المبكرة في أعقاب انهيار تحالف ÖVP–FPÖ الحاكم وإعلان استقالة نائب المستشار هاينز كريستيان شتراخه في 18 مايو 2019 بعد فضيحة إيبيزا.

## معرض صور